# FIBA EuroCup 2007-08
El FIBA EuroCup 2007-08 fue la quinta edición de la FIBA EuroCup, el tercer nivel de competiciones europeas de baloncesto. El campeón fue el BK Barons letón. La final four se disputó en el Spyros Kyprianou Arena de Limassol, Chipre.
Organizada por FIBA Europa, fue la última vez que se disputó esta competición con la denominación FIBA EuroCup, ya que a partir del año siguiente pasaría a denominarse FIBA EuroChallenge.

## Equipos participantes
| País                 | N.º Equipos | Equipos (puesto en liga nacional) | Equipos (puesto en liga nacional) | Equipos (puesto en liga nacional) | Equipos (puesto en liga nacional) | Equipos (puesto en liga nacional) |
| -------------------- | ----------- | --------------------------------- | --------------------------------- | --------------------------------- | --------------------------------- | --------------------------------- |
| Grecia               | 5           | PAOK BC (6)                       | Olympia Larissa (7)               | Maroussi (8)                      | AEK Atenas (9)                    | Olympias Patras (10)              |
| Rusia                | 4           | Lokomotiv (5)                     | Spartak (8)                       | CSK VSS Samara (9)                | Ural Great (11)                   |                                   |
| Ucrania              | 4           | Cherkasky (3)                     | Khimik (4)                        | BC Dnipro(6)                      | BC Odessa (9)                     |                                   |
| Chipre               | 3           | AEL Limassol (1)                  | APOEL (2)                         | Keravnos (4)                      |                                   |                                   |
| Croacia              | 2           | KK Zagreb (3)                     | Cedevita Zagreb (5)               |                                   |                                   |                                   |
| Francia              | 2           | Cholet Basket (7)                 | BCM Gravelines (8)                |                                   |                                   |                                   |
| Rumania              | 2           | Elba Timişoara (4)                | U Mobitelco Cluj (5)              |                                   |                                   |                                   |
| Bélgica              | 1           | Mons-Hainaut (6)                  |                                   |                                   |                                   |                                   |
| Bosnia y Herzegovina | 1           | KK Igokea (3)                     |                                   |                                   |                                   |                                   |
| Bulgaria             | 1           | Spartak-Pleven (6)                |                                   |                                   |                                   |                                   |
| República Checa      | 1           | BK Prostějov (3)                  |                                   |                                   |                                   |                                   |
| Dinamarca            | 1           | Bakken Bears (1)                  |                                   |                                   |                                   |                                   |
| Estonia              | 1           | Tartu Ülikool/Rock (1)            |                                   |                                   |                                   |                                   |
| Finlandia            | 1           | Lappeenranta (6)                  |                                   |                                   |                                   |                                   |
| Georgia              | 1           | Energy Invest (1)                 |                                   |                                   |                                   |                                   |
| Islandia             | 1           | KR Reykjavík (2)                  |                                   |                                   |                                   |                                   |
| Israel               | 1           | Ironi Nahariya (5)                |                                   |                                   |                                   |                                   |
| Letonia              | 1           | Barons LMT (3)                    |                                   |                                   |                                   |                                   |
| Macedonia del Norte  | 1           | BC Strumica 2005 (1)              |                                   |                                   |                                   |                                   |
| Países Bajos         | 1           | Amsterdam (6)                     |                                   |                                   |                                   |                                   |
| Eslovenia            | 1           | Zlatorog Laško (4)                |                                   |                                   |                                   |                                   |
| Suecia               | 1           | Plannja Basket (1)                |                                   |                                   |                                   |                                   |
| Turquía              | 1           | Banvit (7)                        |                                   |                                   |                                   |                                   |

## Competición

### Rondas preliminares
1.ª ronda
| Equipo 1                  | Resultado | Equipo 2         | Partido 1 | Partido 2 | Total     |
| ------------------------- | --------- | ---------------- | --------- | --------- | --------- |
| Energy Invest             | 0 - 2     | Amsterdam        | 77 - 87   | 63 - 101  | 140 - 188 |
| BC Dnipro                 | 1 - 1     | Elba Timişoara   | 64 - 74   | 82 - 71   | 146 - 145 |
| KK Cedevita               | 1 - 1     | BC Strumica      | 76 - 72   | 69 - 75   | 145 - 147 |
| Spartak Pleven            | 1 - 1     | Olympiada Patras | 76 - 71   | 71 - 85   | 147 - 156 |
| Spartak Saint-Pétersbourg | 2 - 0     | BC Odessa        | 86 - 76   | 88 - 86   | 174 - 162 |
| KK Igokea                 | 1 - 0     | Bakken Bears     | 68 - 62   | 71 - 71   | 139 - 133 |

2.ª ronda
| Equipo 1                  | Resultado | Equipo 2           | Partido 1 | Partido 2     | Total     |
| ------------------------- | --------- | ------------------ | --------- | ------------- | --------- |
| Olympiada Patras          | 0 - 2     | Ural Great Perm    | 66 - 80   | 60 - 77       | 157 - 126 |
| Spartak Saint-Pétersbourg | 1 - 1     | Maroussi Atenas    | 62 - 65   | 84 - 75       | 146 - 140 |
| BC Strumica               | 0 - 2     | Lokomotiv Rostov   | 57 - 67   | 69 - 87       | 126 - 154 |
| KK Igokea                 | 1 - 1     | Khimik Youjne      | 102 - 80  | 69 - 99       | 171 - 179 |
| Barons LMT                | 1 - 1     | Iscar Nahariya     | 81 - 77   | 80 - 83       | 161 - 160 |
| Ámsterdam                 | 0 - 2     | Dexia Mons-Hainaut | 63 - 73   | 62 - 88       | 125 - 161 |
| BC Dnipro                 | 0 - 2     | AEL Limassol       | 53 - 64   | 69 - 104      | 122 - 168 |
| Plannja Basket            | 0 - 2     | CSK VSS Samara     | 73 - 91   | 70 - 84       | 143 - 175 |
| KR Reykjavík              | 0 - 2     | Bandırma Banvit    | 79 - 96   | 83 - 95       | 162 - 191 |
| KK Laško                  | 0 - 2     | Olympia Larissa    | 64 - 72   | 82 - 83       | 146 - 155 |
| Lappeenranta              | 1 - 1     | Keravnos Nicosie   | 87 - 71   | 86 - 95       | 173 - 166 |
| Tartu Ülikool/Rock        | 2 - 0     | BK Prostějov       | 94 - 69   | 76 - 72       | 170 - 141 |
| PAOK BC                   | 2 - 0     | U Mobitelco Cluj   | 79 - 74   | 71 - 65       | 150 - 139 |
| AEK Atenas                | 1 - 1     | Cholet Basket      | 91 - 82   | 55 - 78       | 146 - 160 |
| KK Zagreb                 | 2 - 0     | BCM Gravelines     | 85 - 62   | 100 - 88      | 185 - 150 |
| APOEL Nicosia             | 1 - 1     | BC Cherkasky       | 90 - 74   | 83 - 104 (Pr) | 173 - 178 |

### Fase de grupos

#### Grupo A
|    | Equipo             | PJ | G | P | PF  | PC  | Dif |
| -- | ------------------ | -- | - | - | --- | --- | --- |
| 1. | Tartu Ülikool/Rock | 6  | 5 | 1 | 481 | 438 | +43 |
| 2. | CSK VSS Samara     | 6  | 5 | 1 | 459 | 426 | +33 |
| 3. | Lappeenrannan      | 6  | 1 | 5 | 483 | 506 | -23 |
| 4. | PAOK BC            | 6  | 1 | 5 | 418 | 471 | -53 |

#### Grupo B
|    | Equipo       | PJ | G | P | PF  | PC  | Dif |
| -- | ------------ | -- | - | - | --- | --- | --- |
| 1. | Mons-Hainaut | 6  | 4 | 2 | 449 | 422 | +27 |
| 2. | Ural Great   | 6  | 4 | 2 | 461 | 429 | +32 |
| 3. | Cherkasky    | 6  | 3 | 3 | 465 | 507 | -42 |
| 4. | Banvit       | 6  | 1 | 5 | 473 | 490 | -17 |

#### Grupo C
|    | Equipo          | PJ | G | P | PF  | PC  | Dif |
| -- | --------------- | -- | - | - | --- | --- | --- |
| 1. | AEL Limassol    | 6  | 4 | 2 | 494 | 455 | +39 |
| 2. | KK Zagreb       | 6  | 4 | 2 | 460 | 461 | -1  |
| 3. | Olympia Larissa | 6  | 3 | 3 | 400 | 416 | -16 |
| 4. | Spartak         | 6  | 1 | 5 | 436 | 458 | -22 |

#### Grupo D
|    | Equipo        | PJ | G | P | PF  | PC  | Dif |
| -- | ------------- | -- | - | - | --- | --- | --- |
| 1. | Barons LMT    | 6  | 4 | 2 | 463 | 439 | +24 |
| 2. | Khimik        | 6  | 4 | 2 | 449 | 436 | +13 |
| 3. | Lokomotiv     | 6  | 2 | 4 | 432 | 438 | -6  |
| 4. | Cholet Basket | 6  | 2 | 4 | 430 | 461 | -31 |

### Cuartos de final
| Equipo 1           | Resultado | Equipo 2       | Partido 1 | Partido 2 | Partido 3 |
| ------------------ | --------- | -------------- | --------- | --------- | --------- |
| Tartu Ülikool/Rock | 2 - 1     | Ural Great     | 78 - 75   | 61 - 68   | 89 - 77   |
| Mons-Hainaut       | 2 - 0     | CSK VSS Samara | 92 - 66   | 87 - 86   |           |
| AEL Limassol       | 2 - 0     | Khimik         | 70 - 65   | 87 - 76   |           |
| Barons LMT         | 2 - 1     | KK Zagreb      | 67 - 58   | 74 - 80   | 96 - 91   |

### Final Four
La Final Four tuvo lugar en Limassol, en el Spyros Kyprianou Arena.
|  | Semifinales        | Semifinales |              |            | Final              | Final           |  |
|  | 18 de abril        | 18 de abril |              |            | 20 de abril        | 20 de abril     |  |
|  |                    |             |              |            |                    |                 |  |
|  |                    |             |              |            |                    |                 |  |
|  | Tartu Ülikool/Rock | 82          |              |            |                    |                 |  |
|  | Tartu Ülikool/Rock | 82          |              |            |                    |                 |  |
|  | Barons LMT         | 88          |              |            |                    |                 |  |
|  | Barons LMT         | 88          |              | Barons LMT | 63                 |                 |  |
|  |                    |             |              | Barons LMT | 63                 |                 |  |
|  |                    |             | Mons-Hainaut | 62         |                    |                 |  |
|  | Mons-Hainaut       | 70          | Mons-Hainaut | 62         |                    |                 |  |
|  | Mons-Hainaut       | 70          |              |            |                    |                 |  |
|  | AEL Limassol       | 55          |              |            | 3er y 4º puesto    | 3er y 4º puesto |  |
|  | AEL Limassol       | 55          |              |            | 3er y 4º puesto    | 3er y 4º puesto |  |
|  |                    |             |              |            |                    |                 |  |
|  |                    |             |              |            | Tartu Ülikool/Rock | 70              |  |
|  |                    |             |              |            | Tartu Ülikool/Rock | 70              |  |
|  |                    |             |              |            | AEL Limassol       | 79              |  |
|  |                    |             |              |            | AEL Limassol       | 79              |  |
|  |                    |             |              |            |                    |                 |  |

#### Partidos
Semifinales
| April 18 | Tartu Ülikool/Rock                    | 82–88                                 | Barons LMT                            | |  |
| 17:30    | Parciales: 29-22, 20-18, 15-23, 18-25 | Parciales: 29-22, 20-18, 15-23, 18-25 | Parciales: 29-22, 20-18, 15-23, 18-25 | |  |
|          |                                       | Reporte                               |                                       | Pabellón: Limassol, Spyros Kyprianou Arena Asistencia: 5,000 espectadores Árbitros: Nikolaos Pitsilkas (GRE), Aleksander Gorshkov (RUS), David Chambon (FRA) |  |

| April 18 | Mons-Hainaut                         | 70–55                                | AEL Limassol                         | |  |
| 20:00    | Parciales: 21-12, 20-16, 9-13, 20-14 | Parciales: 21-12, 20-16, 9-13, 20-14 | Parciales: 21-12, 20-16, 9-13, 20-14 | |  |
|          |                                      | Reporte                              |                                      | Pabellón: Limassol, Spyros Kyprianou Arena Asistencia: 5,000 espectadores Árbitros: Kestutis Pilipauskas (LTU), Guerrino Cerebuch (ITA), Branislav Mrdak (SRB) |  |

Tercer y cuarto puesto
| April 20 | Tartu Ülikool/Rock                    | 70–79                                 | AEL Limassol                          | |  |
| 17:30    | Parciales: 15-21, 19-20, 20-19, 16-19 | Parciales: 15-21, 19-20, 20-19, 16-19 | Parciales: 15-21, 19-20, 20-19, 16-19 | |  |
|          |                                       | Reporte                               |                                       | Pabellón: Limassol, Spyros Kyprianou Arena Asistencia: 2,500 espectadores Árbitros: Aleksander Gorshkov (RUS), Guerrino Cerebuch (ITA), Robert Lottermoser (GER) |  |

Final
| April 20 | Barons LMT                            | 63–62                                 | Mons-Hainaut                          | |  |
| 20:00    | Parciales: 23-15, 12-13, 17-21, 11-13 | Parciales: 23-15, 12-13, 17-21, 11-13 | Parciales: 23-15, 12-13, 17-21, 11-13 | |  |
|          |                                       | Reporte                               |                                       | Pabellón: Limassol, Spyros Kyprianou Arena Asistencia: 2,500 espectadores Árbitros: Nikolaos Pitsilkas (GRE), Kestutis Pilipauskas (LTU), David Chambon (FRA) |  |